# Qawwali
Qawwali (urdu/nowoperski/paszto: قوالی; penjabi/saraiki: ਕ਼ੱਵਾਲੀ, قوالی; hindi: क़व्वाली) – gatunek muzyki charakterystyczny dla Pakistanu, Bangladeszu i północnych Indii (np. w Kaszmirze), związany z mistycznym odłamem islamu – sufizmem. Termin qawwali pochodzi od arabskiego  قول‎ (“qawwal”) - stwierdzenie, powiedzenie, obietnica. 
Historia qawwali ma już ponad 700 lat, a jej początek jest związany z Amirem Chosrou, który wierzył, iż pewne tajniki wiary są możliwe do zgłębienia jedynie poprzez doświadczenie boskiej miłości. Qawwali pierwotnie były wykonywane w sufickich świątyniach oraz w dargah. 
Współcześnie w ramach globalizacji muzyka ta zyskała również funkcję świecką, a do jej popularyzacji przyczynił się znacznie artysta Nusrat Fateh Ali Khan znany dzięki współpracy z wieloma europejskimi i amerykańskimi muzykami.

## Mistycyzm qawwali
Qawwali łączy elementy perskiej i indyjskiej muzyki klasycznej oraz teksty chwalące Boga, Proroka oraz sławiące życie świętych i towarzyszy uroczystościom religijnym mistyków sufi. Najważniejszym jej elementem jest donośny śpiew, pełen ozdobników i chóralnie powtarzanych fraz. Główną rolę w zespole odgrywa qawwal – prowadzący kantor, któremu akompaniują inni śpiewacy pełniący rolę chórzystów oraz instrumentaliści na tabli, harmonium i czasem innych instrumentach.
Znawcy qawwali dowodzą, iż nie konieczne jest rozumienie słów dla osiągnięcia swoistego oświecenia, czyli, jak mówią sufi fana – rozpłynięcia się w Bogu. Do tego wystarczy muzyka, rytm i głos kantora.

## Wykonawcy
- Nusrat Fateh Ali Khan (Pakistan)
- Sabri Brothers (Pakistan).
- Aziz Mian
- Ishaq Mian
- Badar Ali Khan
- Mubarak Ali Khan
- Munshi Raziuddin